# Cristo del Otero
A Cristo del Otero (Krisztus a dombon), más néven Jézus Szent Szíve emlékmű (Monumento de Palencia al Sagrado Corazón de Jesús) Jézust ábrázoló műalkotás Palencia város határában, Spanyolországban.

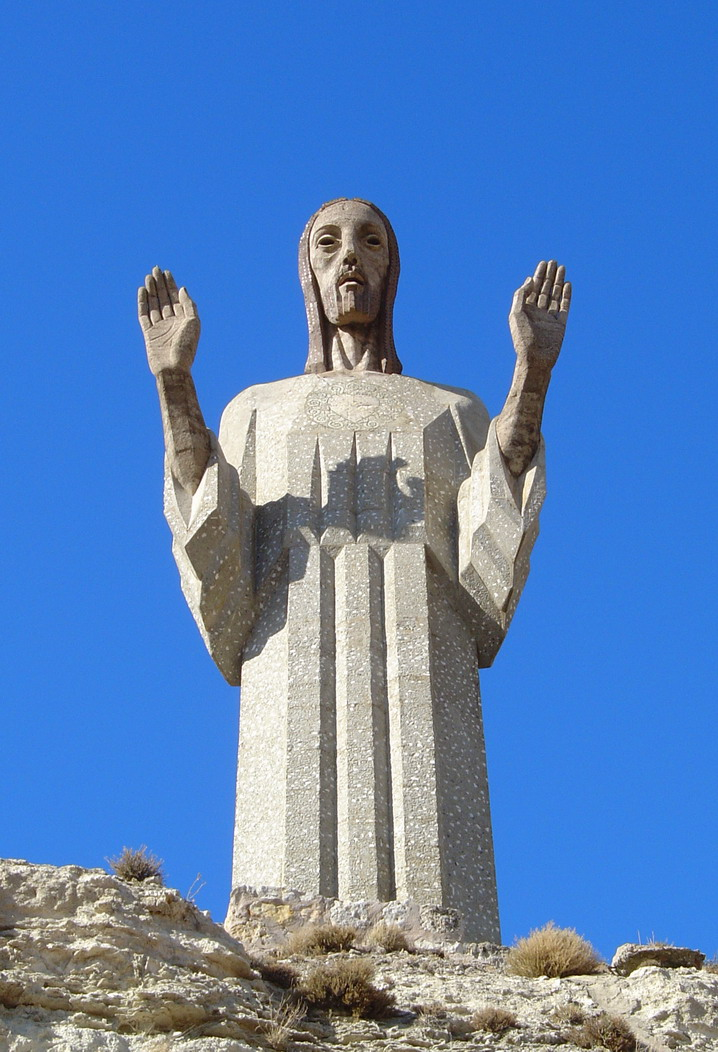
Krisztus szobra közelről

Victorio Macho 1931-ben épült szobra nagyjából 21 méter magas alkotás megformálása művészi. A szobor lábánál a Santa María del Otero elnevezésű kápolna helyezkedik el, ahonnan szép kilátás nyílik a környékre. Régebben magába a szoborba is fel lehetett menni, ám ma[forrás?] ez már nem lehetséges.